# Chiesa di Santo Stefano (Mantova)
La chiesa di Santo Stefano era un edificio religioso di Mantova, situato in vicolo Prato e oggi scomparso.

## Storia
La chiesa fu costruita agli inizi del IX secolo e rifatta nel 1154 e nel 1534. È menzionata nelle visite pastorali effettuate dal cardinale Ercole Gonzaga, vescovo di Mantova, negli anni 1535 e 1553. Nel 1647 accanto alla chiesa venne fondato un convento di Carmelitane Scalze Teresiane.
La chiesa venne demolita alla fine del XVIII secolo dopo la soppressione dell'ordine monacale.